# Островенское (озеро, Витебская область)
Остро́венское (бел. Астро́венскае во́зера) — озеро в Бешенковичском районе Витебской области в бассейне реки Черногостница, расположено около деревень Дашково и Соржица.
Площадь поверхности озера составляет 1,33 км². В длину озеро достигает 2,9 км, наибольшая его ширина составляет 0,93 км. Средняя глубина озера 2,3 метра, максимальная — 4,2 м. Площадь водосбора составляет 174 км². Урез воды расположен на высоте около 131 метра над уровнем моря.
Котловина озера вытянута с севера на юг, её склоны достигают высоты 10-18 метров. Береговая линия озера образует несколько заливов и мысов. Берег озера низкий и песчаный, в заливах заболоченный. Ширина озёрной поймы от 5 до 20 метров. На озере расположен остров площадью около 13 гектар, который разделяет озеро на два плёса: северный и южный. Южный плёс озера больше и глубже, чем северный. Литоральная зона имеет глубину до 1,5 м. Дно озера в северной его части и южных заливах выстлано сапропелем, в остальной части — илом.
Озеро Островенская эвтрофное, проточное. Притоками озёр являются ручьи, в том числе вытекающие из соседних озёр: Белого и Соро. Озеро Островенское даёт начало реке Черногостнице. Озеро зарастает водной растительностью до глубины 1,5-2 м на ширину 5-20 м.
В озере водятся щука, плотва, окунь, линь, язь и другие виды рыб.